# Art Pepper
Arthur Edward Pepper, Jr. (Gardena (Californië), 1 september 1925 - Panorama City (Californië), 15 juni 1982) was een Amerikaanse jazz-altsaxofonist en -klarinettist. Hij begon zijn muzikale carrière in de jaren 40 van de twintigste eeuw, waarin hij speelde met Benny Carter en Stan Kenton. In de jaren 50 werd Pepper een van de toonaangevende muzikanten van de West Coast Jazz, samen met trompettist Chet Baker, baritonsaxofonist Gerry Mulligan, drummer Shelly Manne en anderen. 
Pepper werd geboren in San Pedro. Hij raakte verslaafd aan heroïne in de jaren 40, wat leidde tot onderbrekingen in zijn carrière door celstraffen tijdens de jaren 50 en 60. In het begin van de jaren 60 speelde hij in de gevangenisband van San Quentin, met onder meer Frank Morgan (jazzmusicus) en Earl Anderza. In de latere jaren 60 bracht hij tijd door in Synanon, een afkickcentrum voor drugsverslaafden.
Nadat hij begonnen was met een methadontherapie in de jaren 70, maakte Pepper een muzikale comeback en nam hij een serie albums op. In zijn autobiografie Straight Life (1980) onderzocht hij de jazzwereld en de met drugs omgeven criminele subculturen van het midden van de twintigste eeuw in Californië.
Pepper maakte een aantal soloalbums en nam met de Bulgaarse pianist Milcho Leviev het album Blues for the Fisherman op.